# Китерня (деревня)
Китерня — деревня в Искитимском районе Новосибирской области. Входит в состав Верх-Коёнского сельсовета.

## География
Деревня находится на берегу реки Китерня. Площадь деревни — 79 гектаров. Связана проездом протяжённостью 15 км с автодорогой Морозово — Верх-Коён.

## Население
| 2002 | 2007 | 2010 |
| ---- | ---- | ---- |
| 274  | ↗341 | ↘186 |

## Инфраструктура
В деревне по данным на 2007 год функционируют 1 учреждение здравоохранения и 1 учреждение образования.